# Kanton Lubersac
Kanton Lubersac (francouzsky Canton de Lubersac) je francouzský kanton v departementu Corrèze v regionu Limousin. Tvoří ho 12 obcí.

## Obce kantonu
- Arnac-Pompadour
- Benayes
- Beyssac
- Beyssenac
- Lubersac
- Montgibaud
- Saint-Éloy-les-Tuileries
- Saint-Julien-le-Vendômois
- Saint-Martin-Sepert
- Saint-Pardoux-Corbier
- Saint-Sornin-Lavolps
- Ségur-le-Château